# Alma
Alma, mitološko čovjekoliko stvorenje i kriptid koje navodno obitava u golemim i slabo napućenim prostranstvima bivšeg Sovjetskog Saveza. Izvještaji o viđenju takvog bića datiraju još iz razdoblja Carske Rusije. Eventualna povezanost alme i jetija čije je navodno viđenje dokumentirano južnije, na području Nepala, Tibeta i okolnih zemalja, nije posve jasna, iako opisi sugeriraju da za razliku od majmunolikog izgleda jetija, alme imaju jače izražen čovjekoliki izgled. Postoji mišljenje da bi se moglo raditi o zajednici preživjelih neandertalaca, koji su se pred širenjem Homo sapiensa povukli u nepristupačne i rijetko naseljene krajeve središnje Azije, ali predstavnici službene znanosti smatraju kako bi njihov izolirani opstanak u malom broju i na uglavnom negostoljubivom području bio nemoguć.

## Etimologija
Izraz alma pojavljuje se u mongolskom jeziku u značenju divljeg čovjeka. Moguće je, također da je ime nastalo kao kombinacija mongolskih riječi ala (ubiti) i mal (životinja). Derivati tog naziva pojavljuju se i u nekim drugim jezicima na prostoru središnje Azije i Kavkaza.

## Opis alme
Povezujući raznolika svjedočanstva o viđenjima ovih bića dobio se međusobno podudaran opis. Alme su obično visoke oko 1.70 metara te prekrivene tamnom, najčešće crvenkastom dlakom. Imaju duge gornje udove koji im dosežu ispod koljena i drže se pogrbljeno. Kreću se nezgrabno, ali brzo i teško ih je uhvatiti. Donja čeljust im je snažna, čeoni lukovi izraženi, a čelo nakošeno prema natrag. Ruke su im poput ljudskih, s dugim prstima, a stopala široka, s palcem ponekad odvojenim od ostatka prstiju.
Profesor Boris Porčnjev s moskovske Akademije znanosti svojedobno je dao sljedeći opis stvorenja:
| » | Nema krzno, nego dlaku kroz koju se ponekad prozire koža... mladi se rađaju bez dlaka... lubanja je na tjemenu čunjasta... zubi su poput ljudskih, ali krupniji, s jače razmaknutim očnjacima... često grabe predmete prstima i dlanom, ne upotrebljujući palce... mogu trčati brzo kao konj, penjati se po drveću, plivati u brzacima... mužjak i ženka ostaju zajedno, često se sklanjaju u rupe u tlu... neugodno vonjaju, umiju bacati kamenje, ali ne i izrađivati oruđe; vole se grijati uz žar napuštene vatre... jedu male životinje i biljke, a kreću se uglavnom u sumrak ili noću. | « |
|   | |   |

## Povijest
Prvi europski izvještaj o almi napisao je 1430. godine bavarski plemić Hans Schiltberger, koji je proveo jedno vrijeme u Mongoliji.
Godine 1871. ruski istraživač Nikolaj Prževalski skupljao je predaje o divljim ljudima, a interes za njihovo istraživanje iskazali su i istraživači na prijelazu iz 19. u 20. stoljeće.

## Priča o Zani
Jedna od najpoznatijih priča o almi dogodila se na području Kavkaza, gdje je u drugoj polovici 19. stoljeća, navodno zatočena humanoidna ženka nazvana Zana.
Uhvaćena je kao već odrasla i ispočetka je bila veoma nasilna i divlja. Bila je velika i izuzetno snažna, tamnosmeđe kože prekrivene crvenkasto crnom dlakom. Imala je dugu crnu kosu, krupne zube i spljošten nos. Nikada nije naučila govoriti, već je proizvodila mrmljajuće zvukove.